# Електромузичні інструменти
Електромузи́чні інструме́нти (електрофони) — група музичних інструментів, в яких звук видобувається за допомогою електричних коливань.
В залежності від способу формування цих коливань розрізняють:
- Електричні музичні інструменти (електромеханічні) — в яких акустичні коливання (напр. струни) підсилюються і обробляються за допомогою електронної апаратури.
- Електронні музичні інструменти — у яких коливання електричного струму здійснюється виключно електрогенераторами.

В загальному випадку електромузичний інструмент складається з наступних елементів:
- Генератор електричних коливань (OSC)
- Пристрої, що дозволяють грати на інструменті, наприклад клавіатура
- Пристрої, що дозволяють корегувати тембр звуку
- Підсилювач, що підсилює електричні коливання
- Гучномовець, що перетворює електричні коливання в акустичні.

## Історичні етапи розвитку електромузичних інструментів
- Найпершим електромузичним (електромеханічним) інструментом вважається Музичний телеграф, який сконструював 1876 року американський телеграфіст Еліша Грей.
- Першим цілковито електромузичним інструментом став телармоніум, який запатентував Таддеус Кахілл 1897 року і який сконструювали 1906 року. Апарат важив 200 тонн, мав довжину близько 19 метрів, містив 145 спеціальних електрогенераторів. Інструмент проіснував до 1916. Записи не збереглися.
- В 1920 російський винахідник Лев Термен сконструював Терменвокс. Головною частиною терменвокса є два високочастотні коливні контури, настроєні на спільну частоту. Електричні коливання звукових частот створює генератор на електронних лампах, сигнал пропускається через підсилювач і перетворюється гучномовцем у звук. Висота і гучність звуку залежала від магнітного поля навколо антен.
- 1928 року Моріс Мартено сконструював інструмент — Хвилі Мартено, який мав клавіатуру та кілька допоміжних контролерів. Цей інструмент використовував Олів'є Мессіан в симфонії «Турангаліла» та інших творах.
- 1935 року побачив світ орган Хаммонда. Призначений спочатку для церковних цілей, як дешевший аналог духових органів, цей інструмент отримав широке застосування не тільки в духовній музиці, але й, починаючи з 1960-х років у рок- та попмузиці.
- 1952 року сконструйовано перші електрогітари та бас-гітари, що згодом стали знаковими інструментами рок-музики
- У 1960-х роках в СРСР був розроблений синтезатор АНС, що працював на основі фотооптичного синтезу звуку. В ці ж роки під керівництвом Я.Ксенакіса розроблено музичний комп'ютер UPIC
- 1963 року сконструйовано мелотрон, попередник сучасних семплерів.
- 1964 року сконструйовано синтезатор Муґа
- У 1970-х роках завоювали популярність клавішні електромеханічні інструменти — клавінет та електропіаніно, а також такий інструмент, як вокодер.
- 1978 року розроблено технологію таблично-хвильового синтезу (Wavetable), що невдовзі знайшла використання у синтезаторах фірм Yamaha, Korg та інших
- 1983 року розроблено стандарт MIDI, що дав початок створення MIDI-сумісних інструментів
- У 1990-ті роках з'являється програмне забезпечення для синтезу звуку, зокрема у 1996 році розроблено стандарт VST-інструментів.